# Louis Victor Marcé
Louis Victor Marcé est un médecin aliéniste français né le 3 juin 1828 à Paris et mort dans la même ville le 24 août 1864.

## Biographie

### Enfance
Louis-Victor Marcé né à Paris en 1828 d'un père, René Marcé, travaillant dans l'Administration des Domaines à Nantes et de Jeanne Marie Motter. Après avoir démissionné, il était monté à Paris où il vécut de petits métiers et publia deux volumes de poésie. Il mourut subitement en 1834, laissant sa femme et son fils de 6 ans dans une situation précaire. Louis-Victor fut envoyé en Bretagne, près d'un cousin, et le jeune enfant fut élevé par son oncle, le docteur Germain Auguste Marcé (1805-1859), médecin à l'Hôtel-Dieu, professeur à l'École de médecine de Nantes et sans enfant. Élève très doué, le jeune Victor fut, au Collège Royal (futur lycée de Nantes), le brillant condisciple de Jules Verne, dont il restera l'ami. Il y obtint le premier prix de dissertation latine.
Sa mère décédera à Paris alors qu'il avait 20 ans.

### Études
Après être devenu Bachelier ès Lettres en 1846 à Rennes, Bachelier ès Sciences l'année d'après et conseillé par son oncle, il fait ses études médicales pendant quatre années à l'École de médecine et à la Faculté de Nantes. Un de ses professeurs, Camille Bouchet, lui-même ancien élève de Jean-Étienne Esquirol, l'influença pour sa carrière. Victor Marcé s'installe à Paris pour concourir à l'internat : il est reçu troisième de sa promotion, le 8 janvier 1852 ou en 1851. Sa première année d'internat s'effectue chez Sandras, auteur d'un traité des maladies nerveuses. En 1853, il reçoit la médaille d'argent. Il continue son internat chez Velpeau, qui préside sa thèse sur un sujet de chirurgie et l'incite à se tourner vers la chirurgie mais il hésite. Il est docteur en médecine le 8 janvier 1856.

### Vie personnelle
Le 26 mars 1856, il épouse Anna Pelouze avec qui il aura quatre enfants : Marguerite (décédée à l'âge de 9 mois), René-Eugène, Maurice-Auguste et Victor-Louis.

### Carrière
En 1855, il donne des leçons à Eugène Philippe Pelouze, fils du célèbre chimiste Théophile-Jules Pelouze. Ayant ses entrées dans le salon de l'Hôtel de la Monnaie, quai de Conti, il fait la connaissance d'Anna, une des filles de Pelouze. Pour l'épouser, il présente sa candidature comme médecin-adjoint de la Maison de Santé Esquirol, à Ivry-sur-Seine,. Il reprend les études d'Esquirol sur la folie puerpérale, et publie une monographie. Le 12 avril 1859, il lit à l'Académie de médecine un mémoire sur l'état mental des "choréiques". En 1860, il se présente à l'agrégation : il est reçu premier. La même année, il est nommé médecin des aliénés de la Seine, puis médecin à Bicêtre. Il donne des cours à l'École pratique de la Faculté de médecine de Paris, lesquels attirent un grand nombre d'auditeurs. En 1862, parait son Traité des maladies mentales. Il dénonce l'abus des formes de contention, camisoles et entraves. Il étudie également les caractères de l'écriture chez les aliénés dont il traitera dans une communication le 3 octobre 1863. Puis il travaille sur l'action toxique de l'essence d'absinthe. Surmené, il se sent très fatigué. En avril ou mai 1864, après la naissance de son deuxième fils, il part se reposer en Touraine chez sa belle-sœur Marguerite Pelouze (née Marguerite Wilson et sœur de Daniel Wilson) qui vient d'acquérir le château de Chenonceau. 

### Fin de vie
Il rentre à Paris, au début de l'été, mal rétabli, et reprend trop tôt sa vie laborieuse. Il décède le 24 août 1864 après un plausible suicide, bien qu'aucune autopsie n'a été réalisé et aucune cause de décès n'a été publiquement donnée,,. Il est enterré au cimetière de Saint-Gobain (Aisne), dans la même tombe que sa fille.

## Hommage et postérité
- Le personnage de Dolly Branican dans Mistress Branican de Jules Verne, semble être inspiré par un cas décrit par Marcé dans son Traité de la folie des femmes enceintes, des nouvelles accouchées et des nourrices (1858)[6].
- Une Société Marcé internationale a été créée en 1980 en Angleterre. Un psychiatre anglais d'origine indienne, Channi Kumar, lui a donné son nom en hommage au Dr Louis Victor Marcé. Cette société possède une branche francophone, créée en 1998.

## Écrits
- 1854 : Les kystes spermatiques (thèse de doctorat)
- 1858 : Traité de la folie des femmes enceintes, des nouvelles accouchées et des nourrices et considérations médico-légales qui se rattachent à ce sujet, publication la plus connue de Marcé, rééditée en 2002[1].
- 1860 : Altérations de la sensibilité (thèse)
- 1862 : Traité des maladies mentales